# Stogastulpis
A stogastulpis („tetős oszlop”) hagyományos, fából faragott litván szentélyféle, neve a stogas (tető) és tulpis (oszlop) szavak összetételéből származik. Gyakran láthatók út szélén, mezőn, főtéren, parkban, erdőben és főleg temetőben. Egyes vélekedések szerint pogány eredetűek, a halálkultusz hordozói, sírok közepébe állították őket, ételt raktak ki a tövükbe az eltávozottaknak, és rítusokat űztek körülöttük. A kereszténység felvételével (1387) sem szűntek meg, csak keresztformát kaptak.
A stilizált tető néha háromrétegű is lehet, az oszlop egyszerű, vagy gazdagon dekorált. A mai stogastulpisokon leggyakoribb a keresztény szimbolika és a hagyományos nap-, csillag- és természeti motívumok ötvözete.

## Források

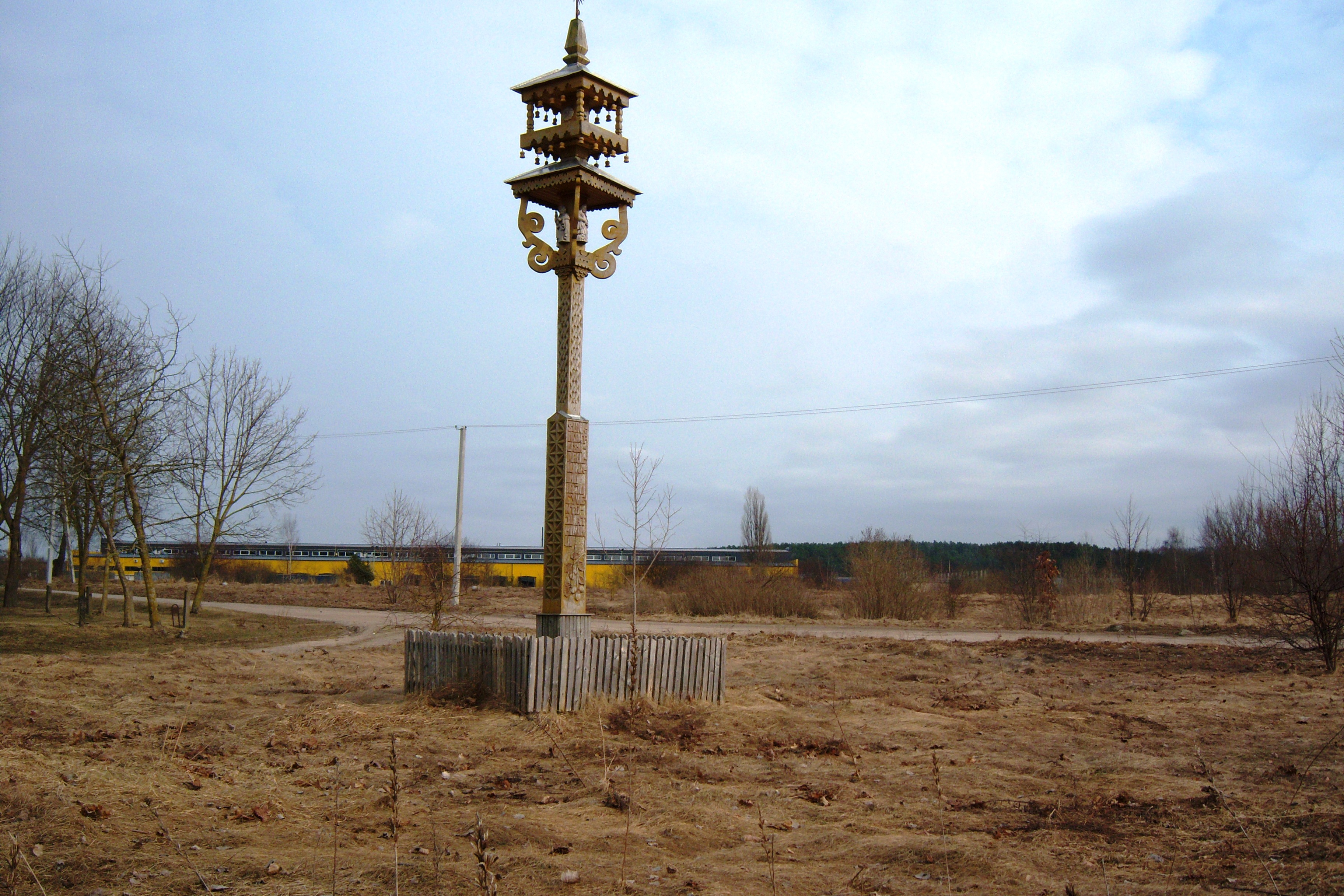
Skaruliai falu
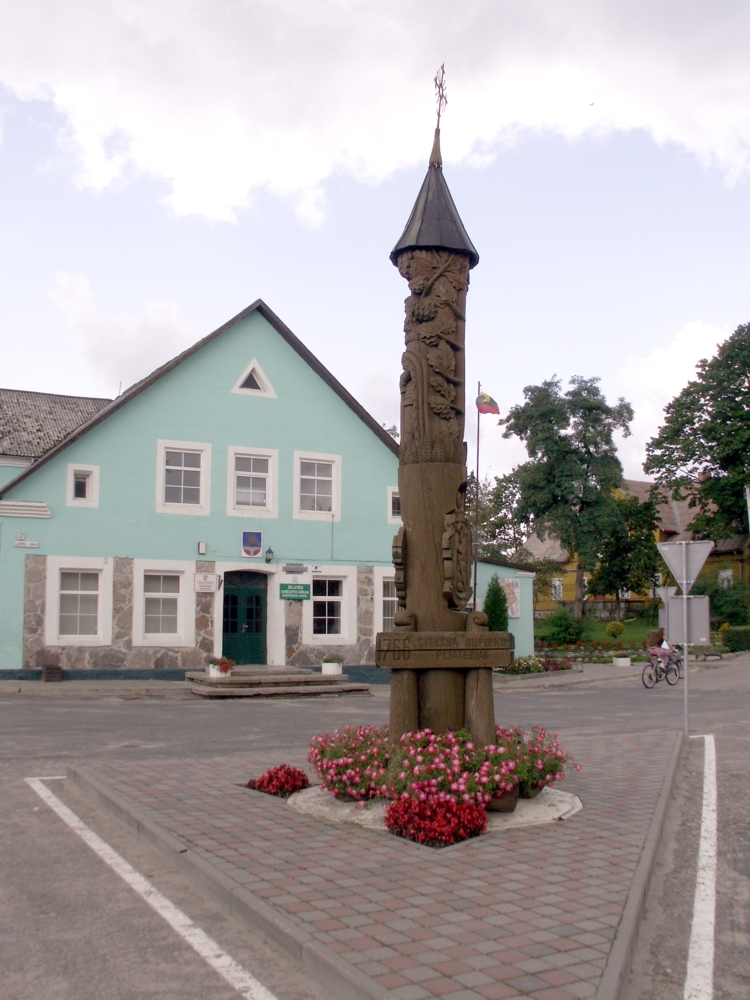
Švėkšna, városközpont
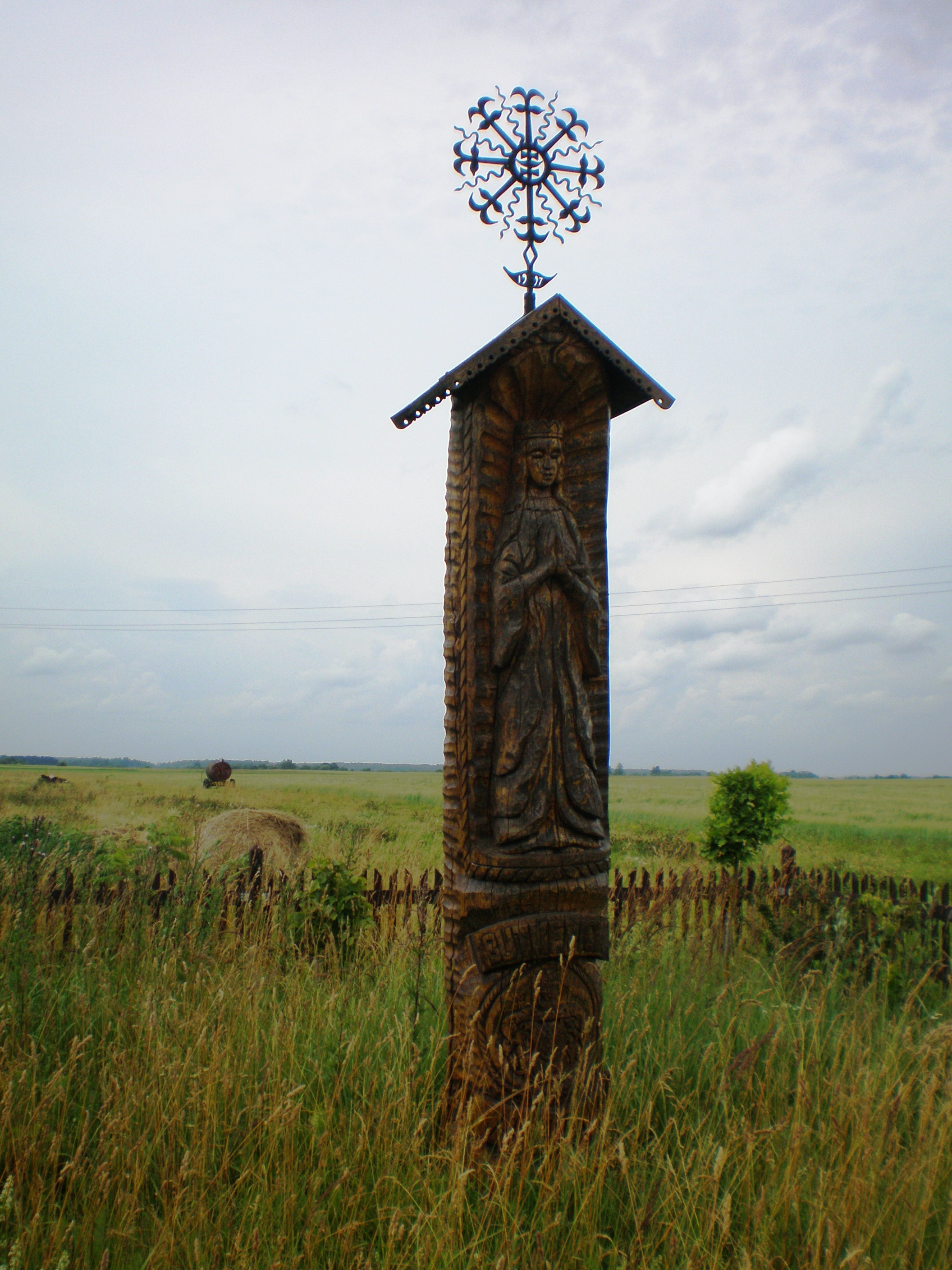
Vastető, rajta virágmotívumos vaskereszt, Angiras falu
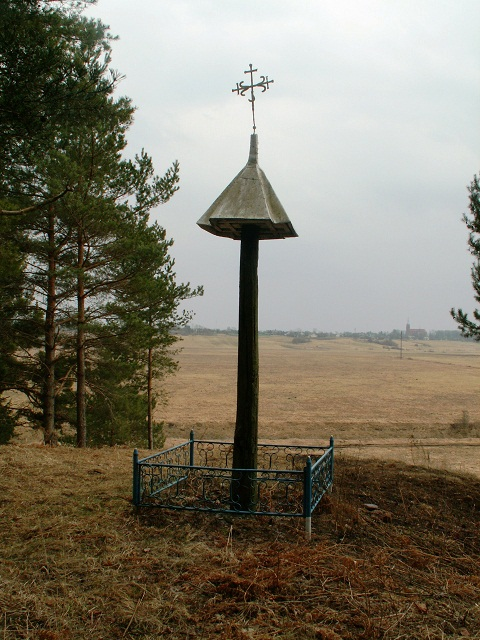
Alkas mellett
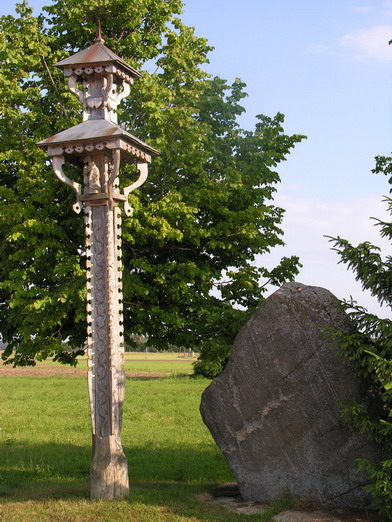
Savarina falu, a tetőtartókon kígyómotívum

## Fordítás
Ez a szócikk részben vagy egészben  a   Stogastulpis című angol Wikipédia-szócikk ezen változatának fordításán alapul.  Az eredeti cikk szerkesztőit annak laptörténete sorolja fel. Ez a jelzés csupán a megfogalmazás eredetét és a szerzői jogokat jelzi, nem szolgál a cikkben szereplő információk forrásmegjelöléseként.